# Мост са девет лукова
Мост са девет лукова (мађ. Kilenclyukú híd) је најпрепознатљивији симбол Националног парка Хортобађ, велике мађарске равнице. Овај лучни мост је био најдужи друмски камени мост у историјској Мађарској пре 1921. године када је Мађарска смањена на једну трећину своје некадашње територије. Мост је изграђен између 1827. и 1833. године у класичном стилу.
Растојање између два упоришта са обе стране реке је 92,13 метара, док је цела дужина каменог моста 167,3 метра. Улаз на мост са обе стране је шири, па је своједобно олакшавао пролаз стоке јер су животиње које су се приближавале на мосту улазиле у отвор у облику левка на мосту.
Претеча моста са девет лукова била је дрвена конструкција изграђена 1697. године која је временом дотрајала услед константног саобраћаја. Године 1825, након година скупог одржавања дрвеног моста, оближњи град Дебрецин одлучио је да га демонтира и на његовом месту изгради нови камени мост. Након прегледа неколико пројеката, прихваћен је план Ференца Поволног. Изградња новог моста почела је 1827. године, а након његовог завршетка 1833. године дрвени мост је демонтиран до краја.